# Los Castellets
Los Castellets és una muntanya de 577 metres que es troba al municipi del Mas de Barberans, a la comarca catalana del Montsià.